# Три Медведя
Три Медведя — ручей в России, протекает по Ягоднинскому району Магаданской области. Левый приток Колымы. Длина ручья — 17 км.
Начинается на южном склоне вершины 849 м. Течёт в восточном направлении по невысоким горам, поросшим лесом. Впадает в Колыму в 1796 км от её устья к северу от посёлка Дебин напротив устья Оротукана.
Основной приток — ручей Панас — впадает справа в 0,4 км от устья.

## Данные водного реестра
По данным государственного водного реестра России относится к Анадыро-Колымскому бассейновому округу, речной бассейн реки Колыма, речной подбассейн реки — Колыма до впадения Омолона, водохозяйственный участок реки — Колыма от Колымской ГЭС до впадения реки Сеймчан.
Код объекта в государственном водном реестре — 19010100212219000012336.